# Cizay-la-Madeleine
Cizay-la-Madeleine är en kommun i departementet Maine-et-Loire i regionen Pays de la Loire i nordvästra Frankrike. Kommunen ligger i kantonen Montreuil-Bellay som tillhör arrondissementet Saumur. År 2022 hade Cizay-la-Madeleine 473 invånare.

## Befolkningsutveckling
Antalet invånare i kommunen Cizay-la-Madeleine
| Referens: INSEE |